# John Molyneux
John Allan Molyneux (* 3. Februar 1931 in Warrington; † 7. März 2018 ebenda) war ein englischer Fußballspieler. Als rechter Verteidiger gehörte er in den späten 1950er-Jahren zu den Stammspielern des FC Liverpool, der zu seiner Zeit jedoch nur in der zweithöchsten englischen Spielklasse aktiv war.

## Sportlicher Werdegang
Molyneux spielte nach dem Zweiten Weltkrieg Fußball in der Werksmannschaft des Unternehmens A. Monk and Co. und wurde dort von einem Direktor entdeckt, der gleichzeitig Funktionär beim FC Chester war. Nach seinem Wechsel dorthin eroberte er sich ab 1949 in der Nordstaffel der drittklassigen Third Division einen Stammplatz. Mit Verweis auf seine Ausbildung zum Schlosser bei A. Monk konnte er den Wehrdienst zunächst noch aufschieben, aber im Alter von 21 Jahren musste er diesen dann doch antreten. Dadurch konnte er in zwei Jahren nur 20 Ligapartien bestreiten, bevor er nach seiner dauerhaften Rückkehr in der Saison 1954/55 alle 46 Meisterschaftsspiele bestritt. Die sportliche Entwicklung war als Tabellenletzter nicht zufriedenstellend, aber im Juni 1955 schloss er sich dem renommierten FC Liverpool an, der jedoch seinerseits gerade aus der ersten Liga abgestiegen war.
Die Ablösesumme betrug 4.000 Pfund und nachdem Molyneux zwölf Einsätze bei den „Reds“ unter Trainer Don Welsh bestritten hatte, kamen weitere 1.500 Pfund hinzu. Molyneux zeichnete sich als rechter Verteidiger primär durch athletische Fähigkeiten aus. Er wurde als solide, aber unspektakulär beschrieben und ihn zeichnete ein hartes Zweikampfverhalten aus. In den ersten sechs Jahren war er eine feste Konstante auf der rechten Abwehrseite, aber die ersehnte Rückkehr in die höchste englische Spielklasse blieb ihm stets verwehrt. Als der seit 1959 aktive Trainer Bill Shankly dann in der Saison 1961/62 einen weiteren Anlauf nahm und letztlich auch damit erfolgreich war, war Molyneux dem Umbau in der Mannschaft zum Opfer gefallen. Die Ankunft von Ron Yeats in der Abwehrmitte sorgte dafür, dass Dick White von dort auf die rechte Seite auswich, wodurch wiederum für Molyneux kein Platz mehr war. Er absolvierte nur noch vier Pflichtspiele und obwohl die letzten beiden Partien mit 4:3 und 5:4 gewonnen werden konnten, galt Molyneux zunehmend als Schwachpunkt in der Defensive. Shankly setzte in der Folge für den Notfall auf den Linksverteidiger Gerry Byrne für die rechte Seite, wodurch auch der altgediente Ronnie Moran wieder zu Einsätzen links kam.
Nach Liverpools Aufstieg kehrte Molyneux im August 1962 zum FC Chester zurück, der mittlerweile nur noch viertklassig war. Nach zwei Jahren musste er aufgrund eines Knorpelschadens die Profikarriere beenden und er ließ beim Amateurklub AFC New Brighton die Laufbahn bis 1967 in der Cheshire County League ausklingen. Mehr als fünf Jahrzehnte später verstarb Molyneux im Alter von 87 Jahren in seiner Geburtsstadt Warrington.